# AAR bus+bahn
AAR bus+bahn war eine Dachmarke zweier Unternehmen des öffentlichen Verkehrs in der Region Aarau in der Schweiz. Sie wurde im Jahr 2002 lanciert und stand für die Wynental- und Suhrentalbahn (WSB) sowie den Busbetrieb Aarau (BBA). Die beiden gemeinsam geführten Unternehmen zählten rund 200 Mitarbeiter und gehörten vorwiegend den bedienten Gemeinden, dem Kanton Aargau sowie der Eidgenossenschaft. Seit der Fusion der WSB mit BDWM Transport (BDWM) zum Aargau Verkehr im Jahr 2018 tritt der BBA wieder eigenständig als BBA Bus Aarau auf.
Die Tarifstruktur von AAR bus+bahn war in den Tarifverbund A-Welle integriert.